# Armada beckeri
Armada beckeri är en fjärilsart som beskrevs av Standfuss 1884. Armada beckeri ingår i släktet Armada och familjen nattflyn. Inga underarter finns listade i Catalogue of Life.